# Velké náměstí čp. 39 (Prachatice)
Velké náměstí č. p. 39 je gotický měšťanský dům s podloubím na východní straně Velkého náměstí v Prachaticích. Fasádu domu pokrývá hrubá, pouze zednickou lžící strhávaná, omítka hnědočervené barvy s bílo-šedým nárožním kvádrováním a bílými šambránami kolem původních pozdně gotických kamenných okenních ostění z prachatického dioritu. Západní průčelí zesíleno dvojicí šikmých opěráků (skrarpů). Dům je součástí městské památkové rezervace Prachatice. Od 3. května 1958 chráněná kulturní památka. 

## Popis domu
Jednopatrový řadový dům se dvěma arkádami podloubí, o třech okenních osách, na dlouhé úzké parcele. Okna v patře v kamenných pozdně gotických ostěních s přetínanými pruty a s profilovanými kamennými parapety. Okna čtyřtabulková, obdélná, osazena do původních kamenných ostění, úzké prostřední okno zaklenuto segmentovým obloukem. Hlavni vstup do domu je zaklenut půlkruhovým obloukem s vrcholovým klenákem, pouze ve štuku provedeným. Nalevo od vstupního portálu je okno a další obdélný vstup do domu, oba otvory jsou rovněž ve štuku rámované. V přízemí je podloubí nesené třemi pilíři se dvěma lomenými gotickými oblouky. Dva krajní pilíře jsou zesíleny dvojicí skarpů. Podloubí je plochostropé, zakryté dřevěným trámovým stropem. Fasáda domu je pokryta hrubou, pouze zednickou lžící strhávanou, omítkou hnědočervené barvy s bílo-šedým nárožním kvádrováním a bílým orámování okenních otvorů. Původní pozdně gotická omítka, restaurátorsky ošetřená, je na fasádě od pozdějších doplňků dobře odlišitelná. Nárožní iluzivní bosáž, plocha římsy, orámování otvorů a záklenků loubí je provedeno hlazenou (kletovanou) vápennou omítkou. Na průčelí, na rozhraní mezi objekty čp. 39 a čp. 40 je na fasádě osazena historická elektrická přípojková skříňka. Střecha sedlová, podélně orientovaná s průčelím, na západní straně s dvojicí sedlových vikýřů. Objekt je podsklepen. Areál zahrnuje dům, dvorní křídlo a dvůr. Ohradní zeď na severní straně dvora není předmětem památkové ochrany. 
V domě jsou dochovány historické konstrukce z období gotiky – části obvodového zdiva přízemí a patra, sklepy a původní řešení fasády objektu. Z období renesance pochází klenby sklepů, klenby nad východní částí přízemí i východní část prvního patra. Úprava západní části přízemí včetně kleneb je pozdně klasicistní, po požáru města 1832. Areál domu čp. 39 na Velkém náměstí v Prachaticích odpovídá pojetí kulturní památky podle § 2 a 42 zákona č.20/1987 Sb. o státní památkové péči.

## Historie domu
Dům vznikl v polovině 15. století jako součást výstavby nového bloku domů na východní straně původně mnohem většího náměstí, které se tím zmenšilo téměř na polovinu. Výstavba souvisela s rozvojem města po husitských válkách, má přímou souvislost s výstavbou nového Rožmberského hrádku u Horní brány (přibližně v letech 1446–1448) a tím vyvolanou potřebu dalších parcel pro nové měšťanské domy. Po požáru města, v roce 1501, byl dům někdy kolem roku 1520 přestavěn ve stylu pozdní gotiky, před stávající dům bylo představěno plochostropé podloubí s vysazeným patrem, dům dostal novou fasádu a zděný štít ve stylu pozdní gotiky. Době kolem roku 1520 odpovídá profilace okenního ostění oken s přetínanými pruty i výtvarné řešení fasády s hrubou vápennou omítkou a pozdně gotickým orámováním oken a nárožním kvádrováním. Další stavební úpravy domu proběhly kolem poloviny 16. století, kdy byly nově zaklenuty některé místnosti (pravděpodobně původně pouze plochostropé). Na vyobrazení domu na obraze Jidřicha de Verle z roku 1670 má dům stále vysokou strmou, pozdně gotickou, střechu, krytou prejzy a vysoký zděný pozdně gotický štít s vybíhajícími poli cimbuří. V roce 1585 je jako vlastník domu v soupisu obyvatel města uváděn Martin Krejčí (jako vlastník domu je uváděn již v roce 1570 v Soupisu handlovníků se solí). 13. dubna 1832 podlehla většina vnitřního města zhoubnému požáru. V rámci obnovy přišel dům zřejmě o svůj domovní štít a změněn byl i způsob zastřešení domu do dnešní podoby, tedy na střechu sedlovou, podélnou s průčelím. V letech 1998 až 1999 byla na základě předcházejícího restaurátorského průzkumu odkryta a restaurována pozdně gotická fasáda domu.    

## Galerie

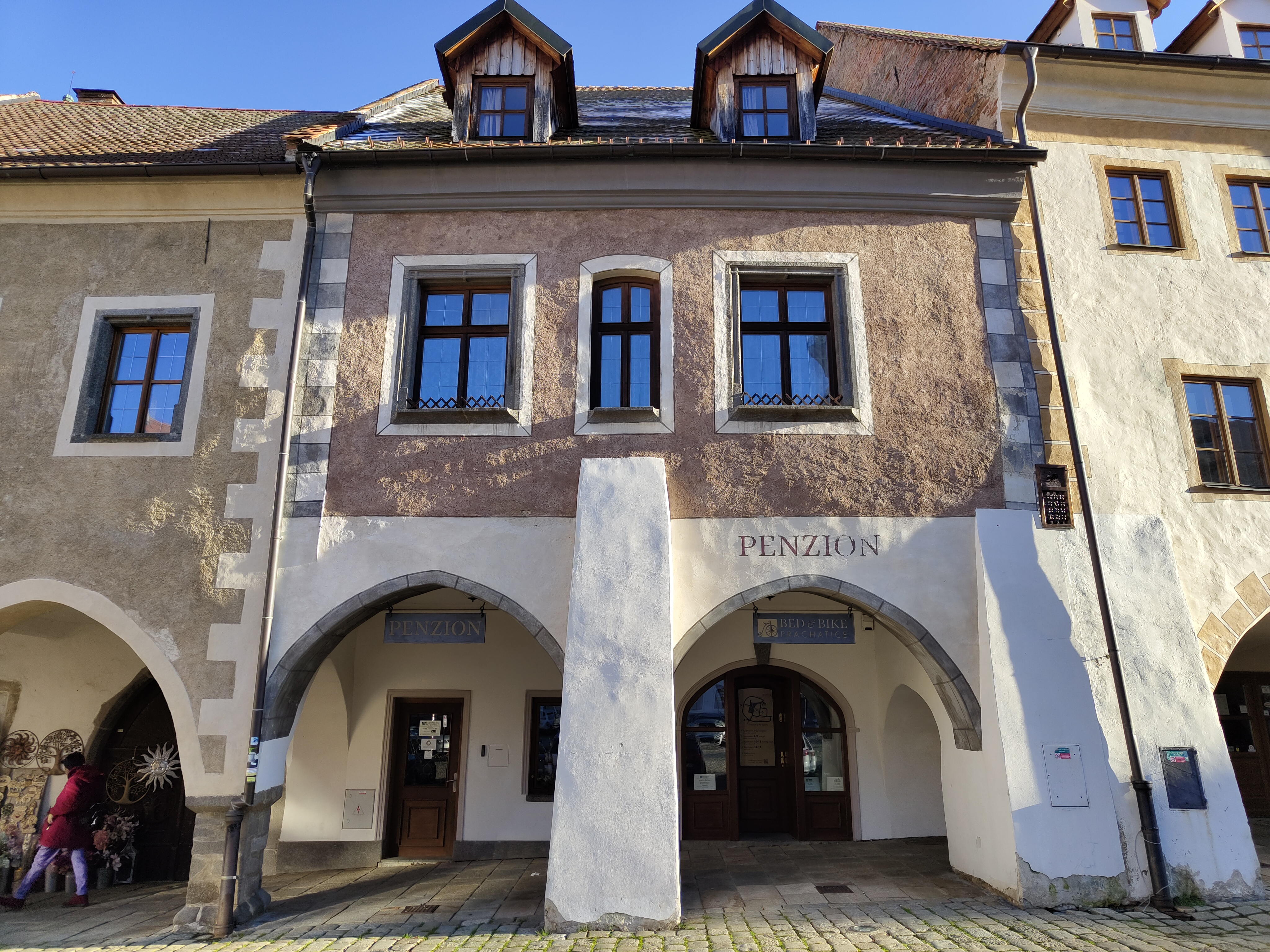
Velké náměstí čp. 39 (Prachatice), fasáda do Velkého náměstí
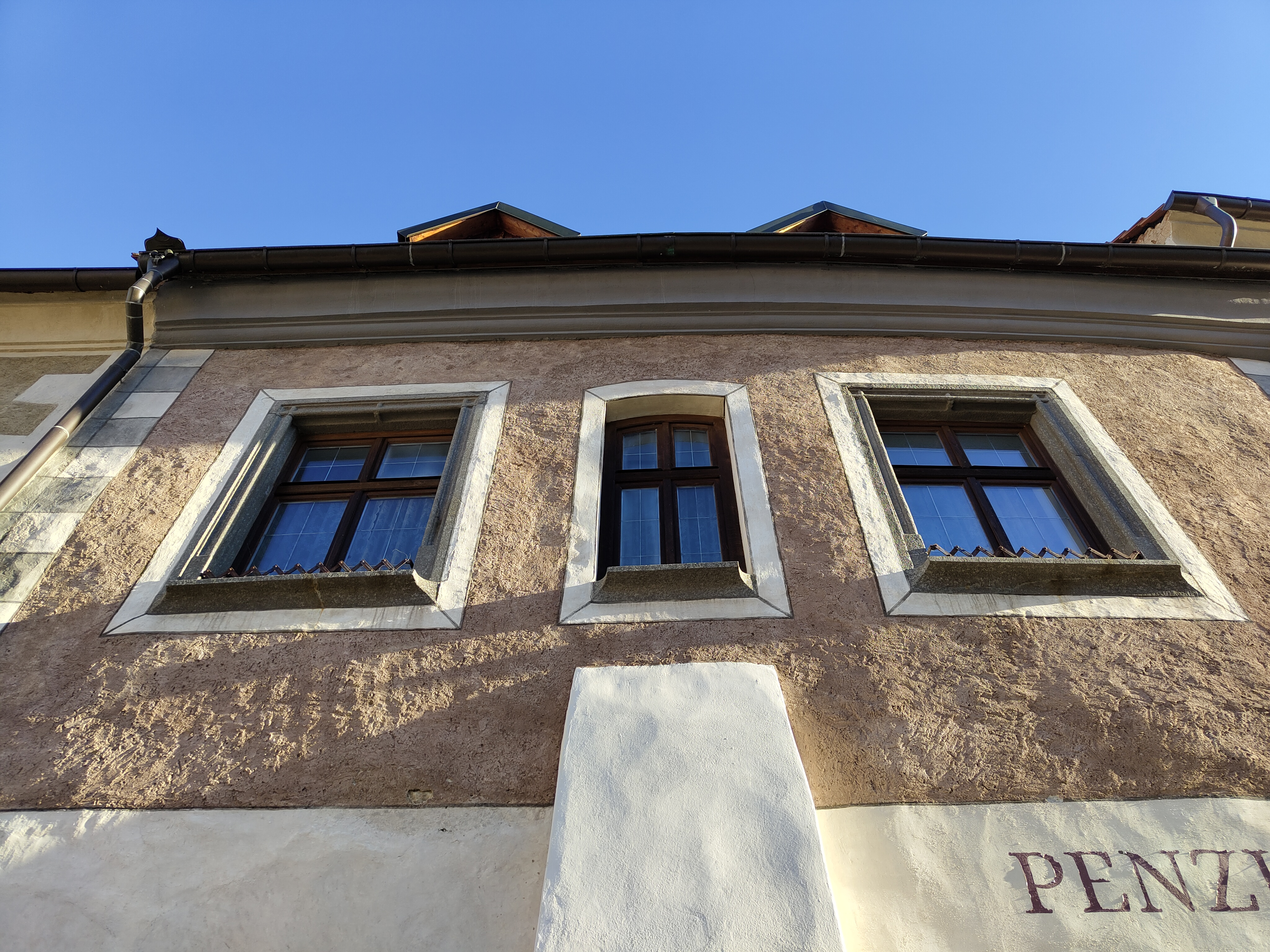
Velké náměstí čp. 39 (Prachatice), detail fasády s okny
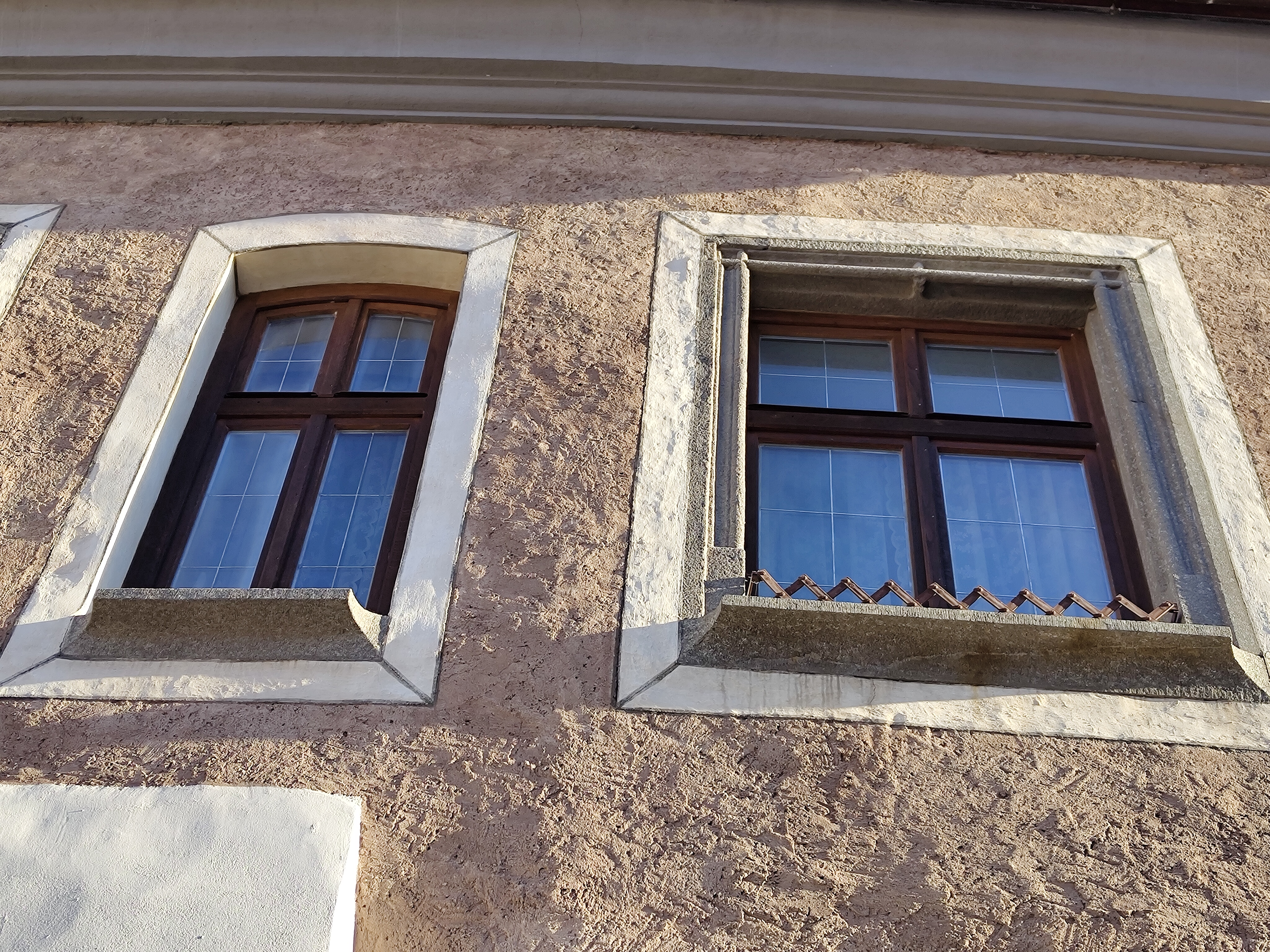
Velké náměstí čp. 39 (Prachatice), okenní osttění oken
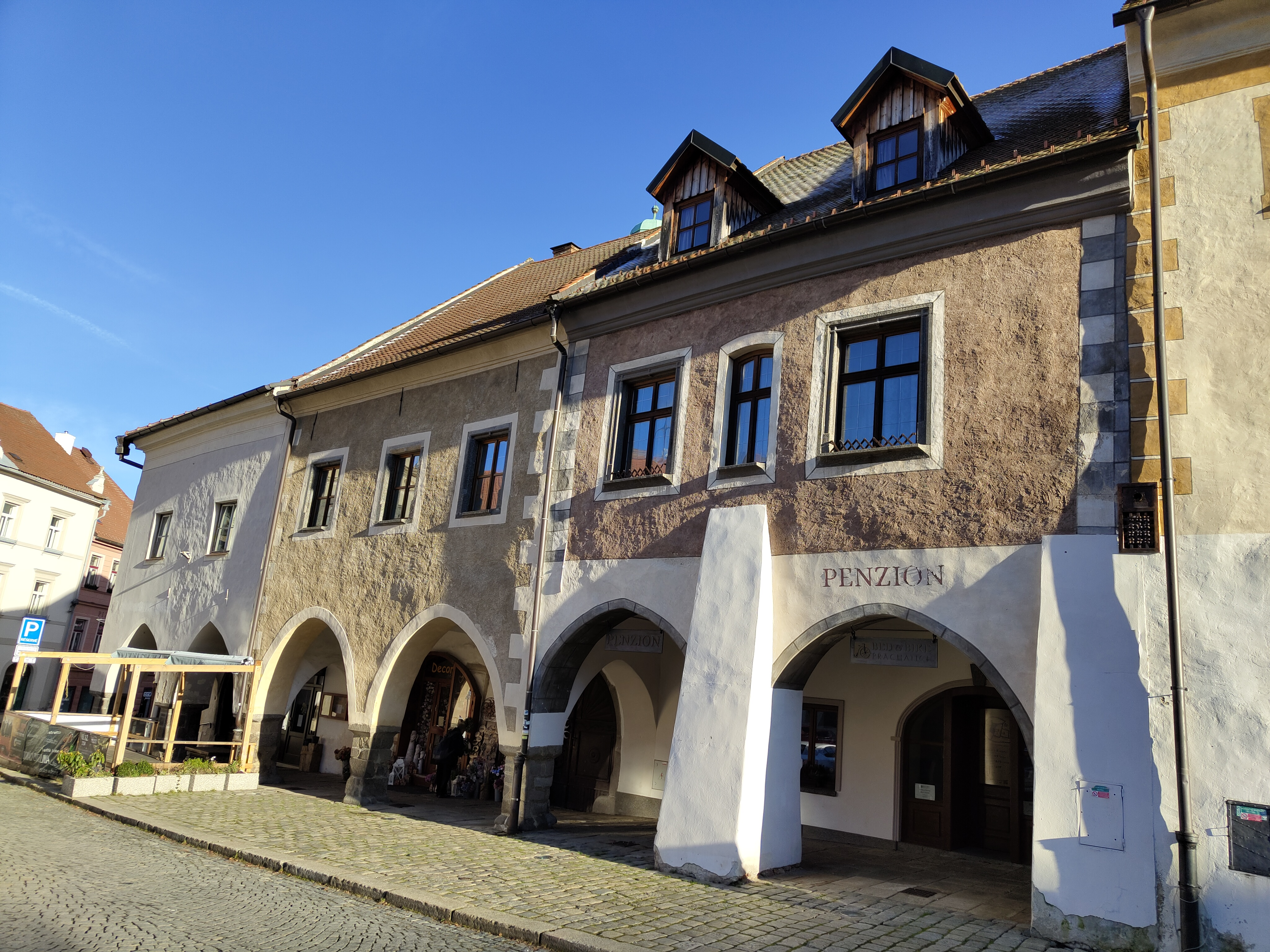
Měťanské domy čp.37, 38 a 39 na východní straně Velkého náměstí
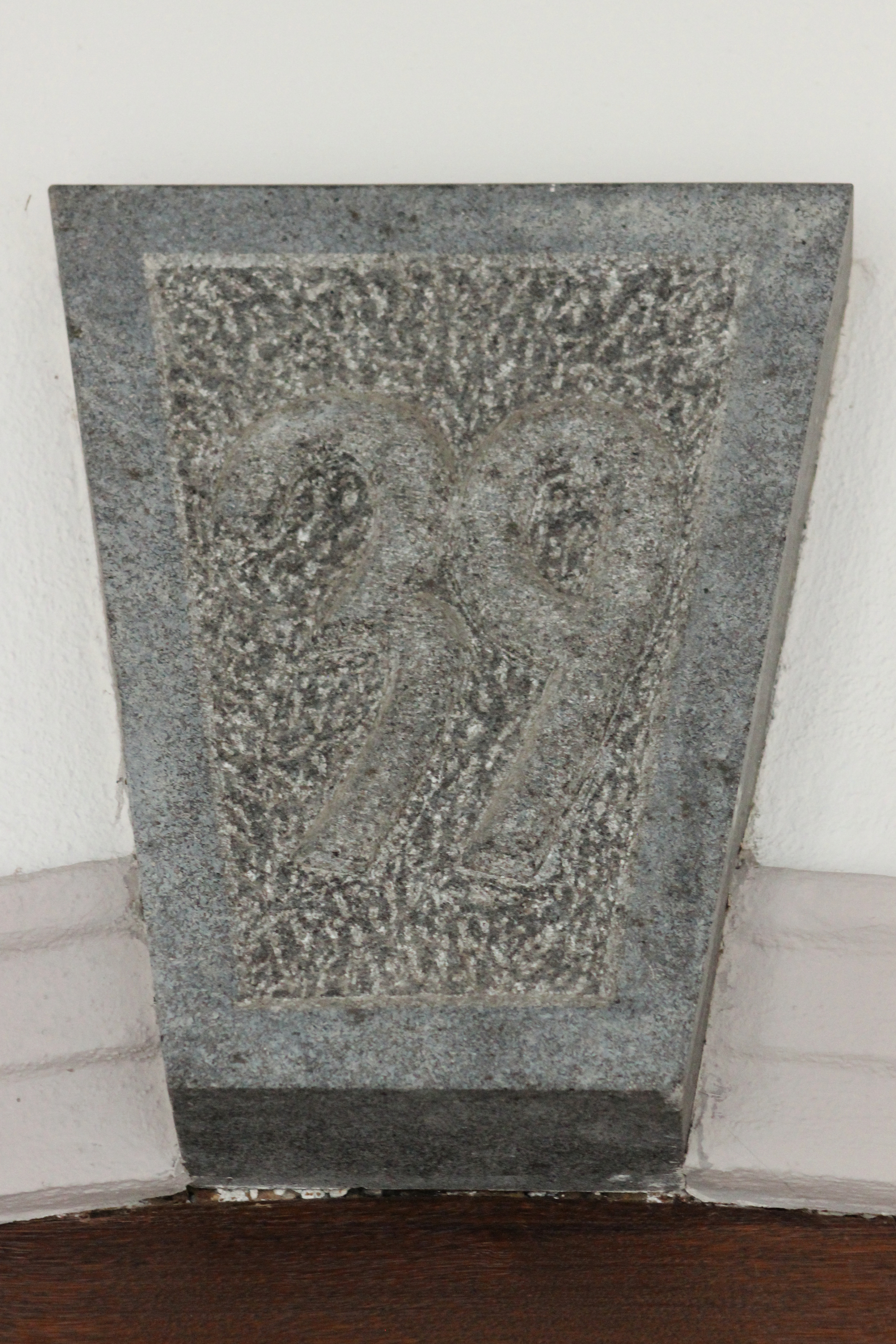
Velké náměstí čp. 39 (Prachatice), klenák nad vstupem do domu